# Armi Kuusela
Armi Kuusela (født 20. august 1934 i Muhos) er en tidligere skønhedsdronning, og vinder af Miss Universe 1952. 
Hun vandt konkurrencen Suomen Neito 24. maj 1952, og vandt en rejse til USA, for at deltage i det første Miss Universe i Californien. Efter at have vundet konkurrencen var hun med i filmen Maailman kaunein tyttö (verdens smukkeste pige). 
Selvom præmien for at vinde Miss Universe var en kontrakt med Universal Studios, valgte hun ikke at tage imod tilbuddet. Måske fordi de foreslog, at hun skulle gifte sig med Tony Curtis for nemmere at få en arbejdstilladelse.[kilde mangler]
Armi Kuusela valgte i stedet i 1953 at gifte sig med den filippinske forretningsmand Virgilio Hilario. Hun bosatte sig på Filippinerne med ægtemanden, men efter dennes død i 1975 giftede hun sig igen i 1978, denne gang med den amerikanske diplomat Albert Williams. Parret bor i dag  (pr. 2011) i San Diego i Californien, hvor Kuusela er beskæftiget med velgørenhedsarbejde og en tilknytning til kræftforskningscentret på Sanford-Burnham Medical Research Institute.